# بنای یادبود ملی کانادایی ویمی

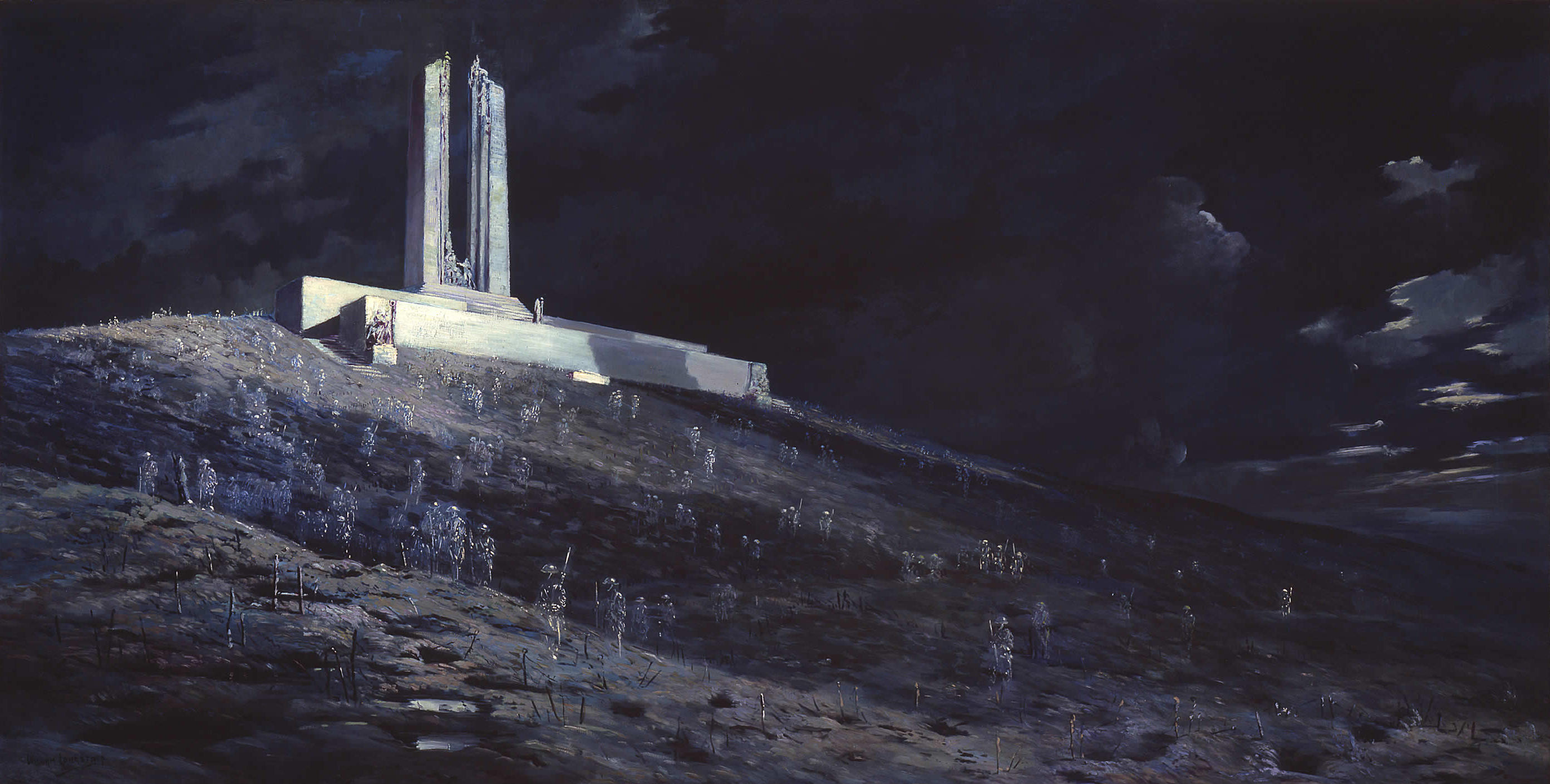
بنای یادبود نبرد ویمی‌ریج در فرانسه

بنای یادبود ملی کانادایی ویمی (به انگلیسی: Canadian National Vimy Memorial) بنایی است در فرانسه که به یادمان نیروهای اعزامی کانادا و اعضای کشته شده این کشور در جریان جنگ جهانی اول اختصاص دارد؛ و قسمتی ۱۰۰ هکتاری از میدان نبرد ویمی‌ریج است.
بنای یادبود ملی کانادایی ویمی بزرگ‌ترین و مهم‌ترین یادبود جنگی کانادا در خارج از این کشور است. این یادبود در بالاترین نقطه از ویمی‌ریج در فرانسه واقع‌شده است و به افتخار شجاعت‌های نیروهای پیشرویی که در طول جنگ جهانی اول کشته شدند بنا شده است. در سال ۱۹۲۲ فرانسه به کانادا به‌صورت دائم اجازه داد تا از قسمتی از ویمی ریج برای بنای پارک یادبود استفاده کند.

## نگارخانه

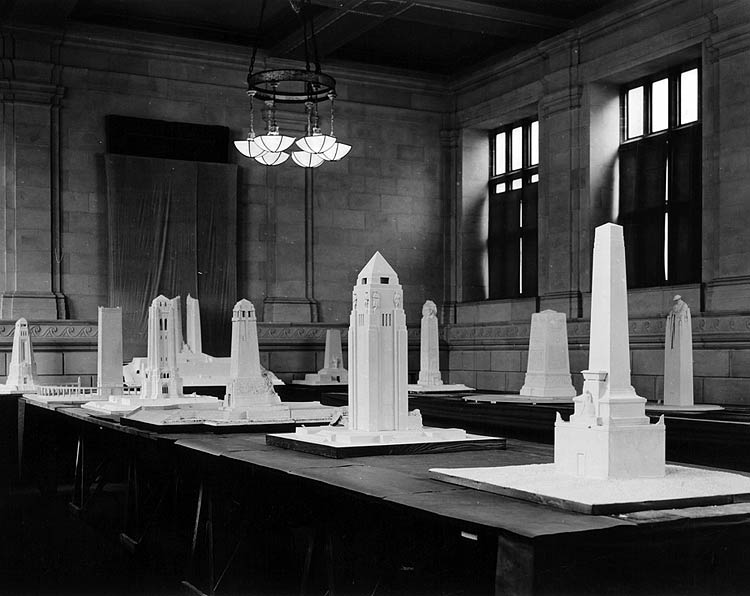
طرح‌های ارسالی برای مسابقه
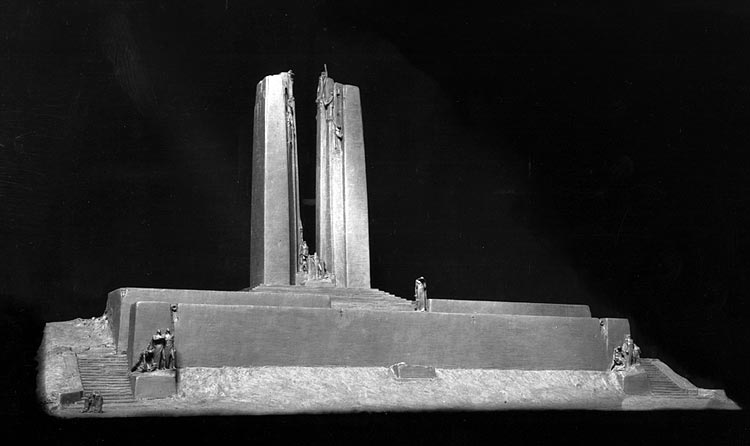
طراحی مدل یادبود
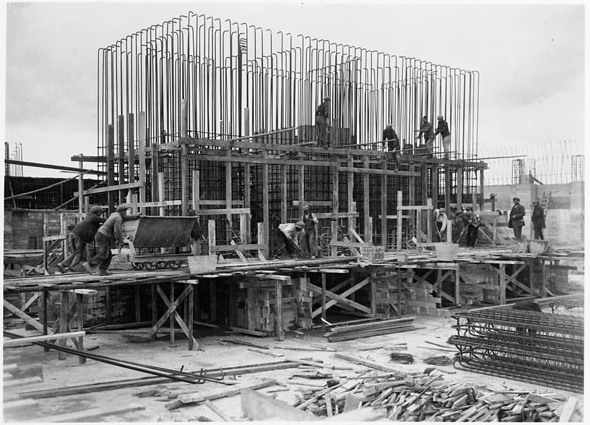
پایه‌های بنای یادبود